# Musée archéologique national de Chiusi
Pour les articles homonymes, voir Musée archéologique national.
Le Musée archéologique national de Chiusi  (Il Museo Archeologico Nazionale di Chiusi en italien) est un musée consacré largement aux vestiges étrusques, situé au 93, via Porsenna 93 de la ville de Chiusi en province de Sienne (Italie).

## Histoire
Institué en 1871 comme musée communal, il a été transformé en 1901 et transféré dans un édifice néoclassique.
Il fut agrandi en 1932, grâce aux fonds augmentés par des objets d'une collection privée, endommagé pendant la Seconde Guerre mondiale, et passa sous le contrôle de l'État en 1963.
Sa muséographie a été reprise largement en 2003.
Ses collections comprennent  principalement (au premier niveau) des vestiges étrusques récoltés sur des sites locaux de nécropoles du VIIe au IIIe siècle av. J.-C.
Ces vestiges sont remarquables de l'activité locale particulière des productions  étrusques avec des cippes, buccheri, des urnes cinéraires, des vases canopes anthropomorphes, des sarcophages personnifiés à scène du banquet (symposium), des vases d'inspiration grecque dite « attique à figures noires » (a figure nere), à scènes mythologiques, d'autres a figure rosse, des objets d'orfèvrerie, des sarcophages en pietra fetida...
Certaines tombes du site proche de la  nécropole de Poggio Renzo sont aménagées pour la visite du public :
- La Tomba del Leone (plafonds à caissons).
- la Tomba della Pellegrina (sarcophages en situation),

Certaines des pièces issues de ces tombes sont maintenant exposées dans les collections d'autres musées archéologiques (comme celui de Florence, de Palerme,  le musée du Louvre...).

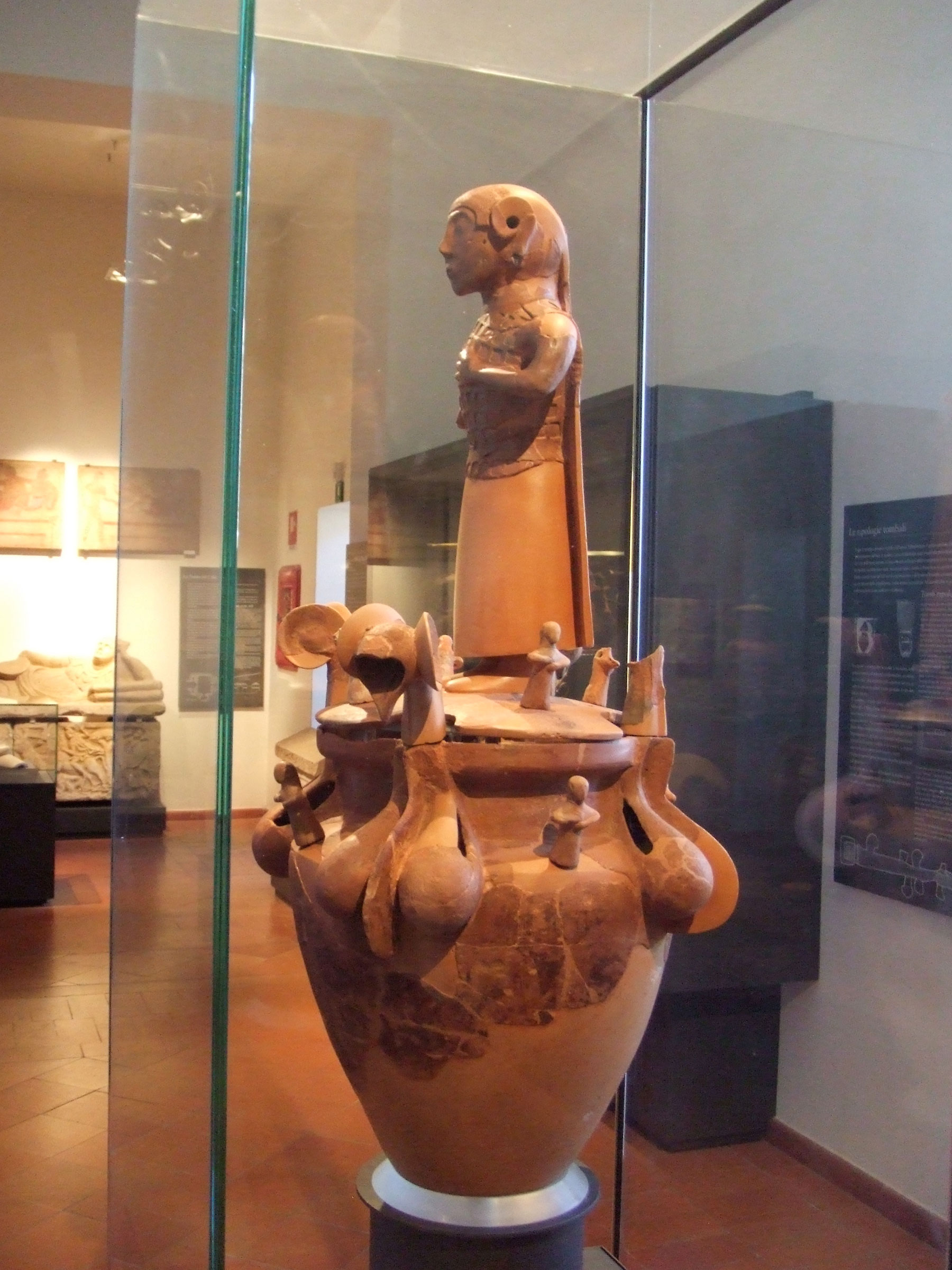
Reconstitution d'une poterie figurée.

Le niveau inférieur du musée comprend également des objets des époques hellénistique et romaine avec des céramiques sigillées.

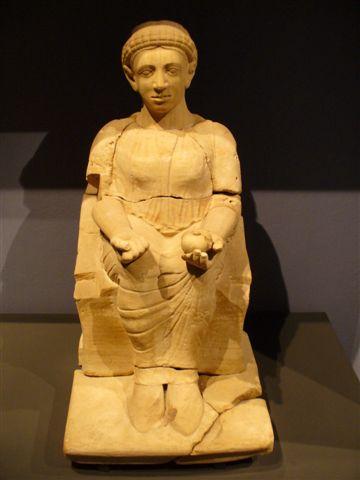
Statue d'Ancien, accompagnant du mort.
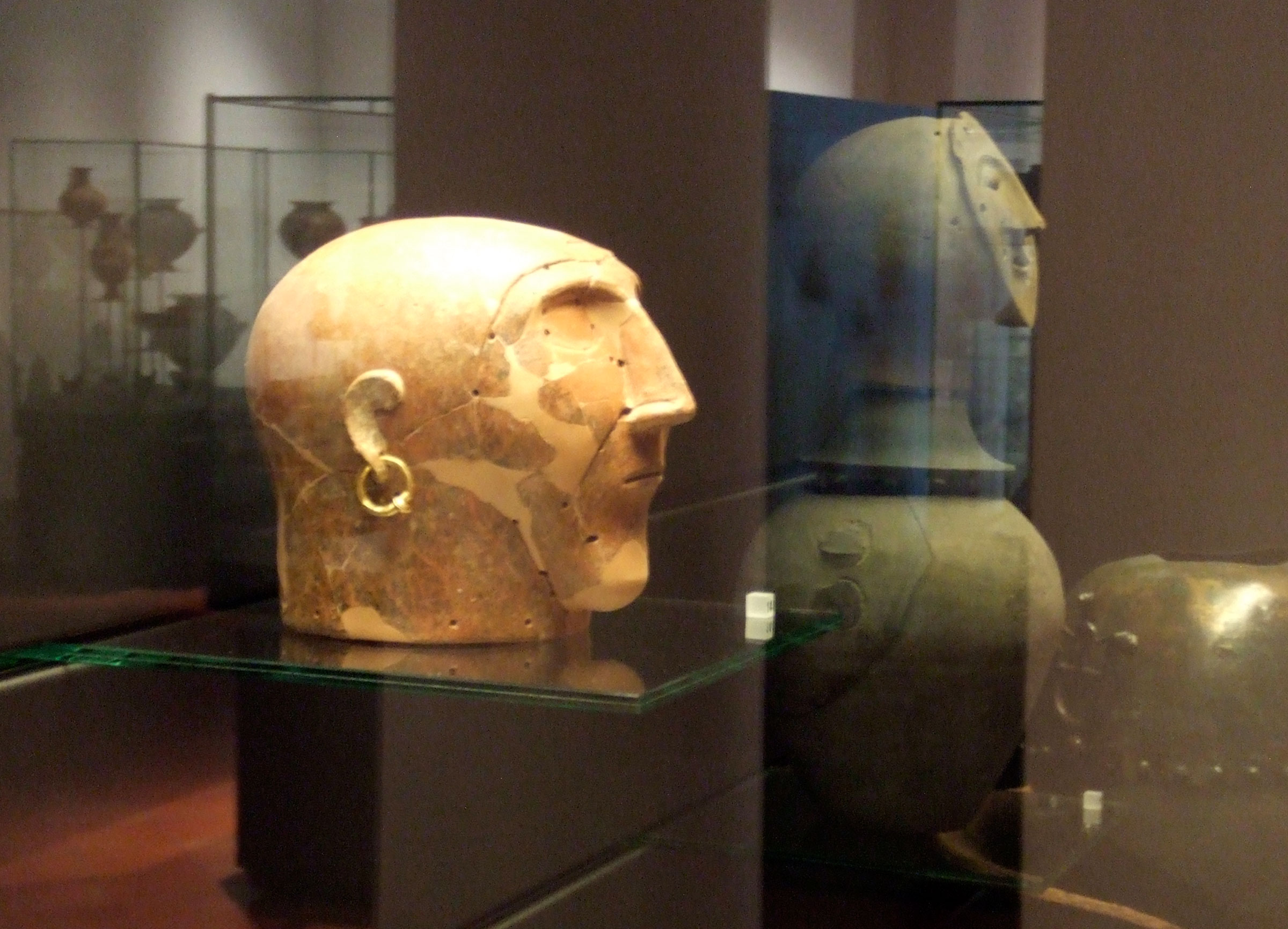
Vitrine des têtes  de canope de Chiusi.
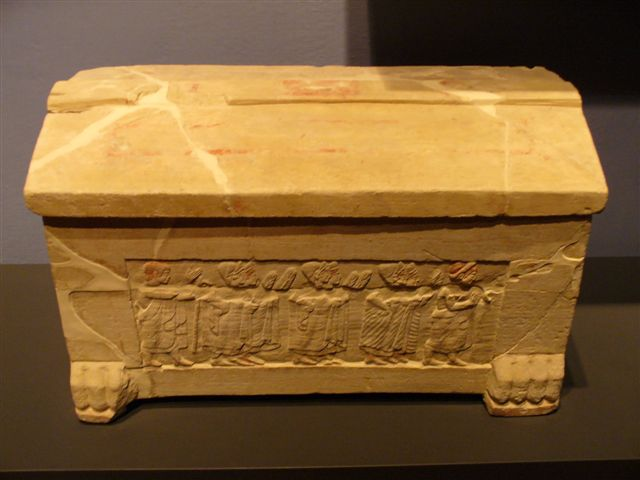
Urne cinéraire en pietra fetida de style architectonique.

## Laboratoire de restauration des œuvres
Visitable il est dédié aux découvertes locales.